# Heranice excisata
Heranice excisata är en insektsart som beskrevs av Schmidt. Heranice excisata ingår i släktet Heranice och familjen hornstritar.

## Underarter
Arten delas in i följande underarter:
- H. e. affinis
- H. e. schmidti